# Santiago Zannou
Santiago Ahuanojinou Zannou, conegut com a Santiago Zannou (Madrid, 1977) és un director de cinema espanyol. El seu pare va emigrar de Benín a Espanya entorn de 1970, mentre que la seva mare és aragonesa. Santiago és el menor dels tres fills del matrimoni.

## Biografia
Nascut sl barri madrileny de Carabanchel, en l'adolescència va marxar a viure a Mallorca, on va ser dependent, cambrer i fins i tot va jugar en un equip de tercera divisió. La seva vocació pel cinema va néixer, segons narra, quan el seu germà major, productor discogràfic, va treballar en la banda sonora d'un curtmetratge. En la mateixa època, va llegir la carta d'uns nens que havien arribat clandestinament a Bèlgica viatjant en els baixos d'un camió, amb el qual va descobrir la seva vocació per contar històries. En aquest punt va marxar a Barcelona, estudiant en el Centre d'Estudis Cinematogràfics de Catalunya (CECC). Després de conèixer en un viatge a Madrid a Juan Manuel Montilla, El Langui, un raper madrileny membre del grup La Excepción, va decidir escriure la història que es convertiria posteriorment en el seu primer llargmetratge, El truco del manco (2008), pel que va obtenir el Goya a la millor direcció novell en la XXIII edició dels Premis Goya. Anteriorment havia escrit i dirigit dos curts, Cara sucia (2004), pel qual va ser candidat al millor curtmetratge de ficció dels XIX Premis Goya, i Mercancías (2005).
El novembre de 2009 va dirigir un documental, El alma de La Roja, pel centenari de la Federació Espanyola de Futbol. Es tracta d'un emotiu document que narra les experiències i sensacions dels protagonistes de la selecció espanyola de futbol en els seus 100 anys d'història.
El 2011 presenta La puerta de no retorno un documental s sobre el retorn del seu propi pare al seu país, Benín, 37 anys després d'haver-lo abandonat i com intenta reconciliar-se amb el seu passat.
A l'abril de 2013 s'estrena Alacrán enamorado, el seu últim llargmetratge de ficció. El 2014 va dirigir l'anunci de la Loteria de Nadal d'aquest any, que es va fer molt famós.

## Filmografia
| Any  | Títol                     | Tipus        |
| ---- | ------------------------- | ------------ |
| 2016 | Guardianes de la historia | Documental   |
| 2016 | Muna                      | Documental   |
| 2013 | Alacrán enamorado         | Pel·lícula   |
| 2011 | La puerta de no retorno   | Documental   |
| 2009 | El alma de La Roja        | Documental   |
| 2008 | El truco del manco        | Pel·lícula   |
| 2005 | Mercancías                | Curtmetratge |
| 2004 | Cara sucia                | Cortometrtge |